# カラチャガナク油ガス田
カラチャガナク石油ガス田（カラチャガナクせきゆがすでん、英: Karachaganak Field、露: Карачаганакское нефтегазоконденсатное месторождение）は、カザフスタン共和国にある石油ガス田である。

## 概要
カラチャガナク石油ガス田はテンギス油田、開発中のカシャガン油田とともにカザフスタンの三大油田及びガス田であり、原油及び天然ガスについて同国最大規模の資源量を誇るとともに、世界的にも大規模な石油及びガス田の一つでもある。また、最大規模の天然ガスコンデンセートの生産高を誇っている。カスピ海地域に位置するカザフスタンの石油及びガス田であり、カスピ海沿岸に近いテンギス油田及びカシャガン油田に対してカラチャガナク石油ガス田はロシア連邦との国境に近い内陸部寄りのカザフスタン北部に位置する。
原油の可採埋蔵量は2955百万バレル、天然ガスの可採埋蔵量は669.1十億立方メートルである。テンギス油田、アゼリ・チラグ・グナシリ油田に次いで原油及び天然ガスの残存埋蔵量は多くあるとされ、原油については1936百万バレル、天然ガスについては545.9十億立方メートルである。

## 歴史
石油ガス田は1979年に発見され、1984年にオレンブルクまでのパイプラインが建設されて、生産が開始された。ソビエト連邦が崩壊するまではソビエト連邦が石油ガス田を管理していたが、崩壊後はカザフスタンの国営企業であるKazakhgazがこれを管理するようになった。
1992年、ブリティッシュガス（のちにBG Groupとなり、その後シェルに買収される）およびアジップ（のちにEniに買収される）に開発権が付与され、1995年にこの2社がカザフスタン政府との間で生産分与契約を締結した。その後、Karachaganak Petroleum Operating（KPO）が設立され、BG Groupとアジップがそれぞれ32%ずつ、シェブロンテキサコ（のちにシェブロンとなる）が20％、ルクオイルが 15％の権益を有することとなった。このようにカラチャガナク石油ガス田の開発プロジェクトは内資の参画なく進められることとなったが、カザフスタン国内の資源であったことから、カザフスタン政府としては、権益を有したいという考えを持ち続けていた。
2008年にはカザフスタン政府は原油輸出税の対象となっていなかったカラチャガナク石油ガス田のプロジェクトへ、原油輸出税を適用することを決定した。KPOは輸出を継続するためにひとまずは輸出税を関税当局に支払ったが、2009年に、KPOはカザフスタン政府を相手にこの課税処分の有効性を争い、10億米ドルの返還を求めるための仲裁を申し立てた。ナザルバエフ大統領はマクサト・イデノフを交渉役に任命し、仲裁手続きは和解に向けて一時停止された。しかしこの間も、カザフスタン政府はKPOに対し、環境規制違反を理由に罰金の支払いを命じたり、KPOの従業員を国外追放するなどのプレッシャーをかけていた。最終的に2010年、カズムナイガスが油田の運営に参画することで合意された。2011年12月には新たな契約が締結されて、カザフスタン政府はカズムナイガスを通じ、20億米ドルの現金出資および10億米ドル相当の現物出資と引き換えに、10％の権益を取得することとなった。